# NGC 7802
NGC 7802 ist eine Linsenförmige Galaxie vom Hubble-Typ S0?. Sie ist schätzungsweise 244 Millionen Lichtjahre von der Milchstraße entfernt und hat einen Durchmesser von etwa 80.000 Lichtjahren. 
Das Objekt wurde am 25. September 1830 von John Herschel entdeckt.